# Bacopa egensis
Bacopa egensis är en grobladsväxtart som först beskrevs av Eduard Friedrich Poeppig, och fick sitt nu gällande namn av Francis Whittier Pennell. Bacopa egensis ingår i släktet tjockbladssläktet, och familjen grobladsväxter. Inga underarter finns listade i Catalogue of Life.